# 三井十里香酒
三井十里香酒简称十里香酒、十里香，是河北泊头市出产的一种白酒，
源于1920年，当地余氏家族成立的“泰盛永”，随后当地又有七家酒坊成立，但因战乱，至1945年只剩“泰盛永”、“德兴泉”、“ “恒兴泉”、“ 恒升泉”、“ 聚兴永”五家。次年当地易手后，这五家酒坊被当局公私合营，并为一个酒厂，取名“公私合营聚兴永酒厂”，后数度改制、易名。酒厂原只产散装酒，三年困难时期时，酒厂被迫以椰枣、甜菜、甜秫秸等替代品酿酒。十里香酒本身则为1963年才开发成功。十里香酒乃以高粱 、大米、糯米、小麦、和玉米为主料，经入选省级非物质文化遗产的传统酿造技艺酿出的浓香型白酒，除十里香外，尚有三井品牌。